# San Juan Cote Ejido
San Juan Cote Ejido är en ort i kommunen San Felipe del Progreso i delstaten Mexiko i Mexiko. Samhället hade 1 414 invånare vid folkräkningen 2020.